# AKB48 24thシングル選抜じゃんけん大会
『AKB48 24thシングル選抜じゃんけん大会』（エーケービーフォーティエイト トゥエンティフォースシングルせんばつじゃんけんたいかい）は、AKB48の24thシングルの選抜メンバーを決定するイベントである。この大会の上位16人が、24thシングル「上からマリコ」（2011年12月7日発売）の選抜メンバーとなった。

## 概要
前年に実施された『AKB48 19thシングル選抜じゃんけん大会』と同様に、知名度や実力は考慮されずじゃんけんの勝敗のみによって選抜メンバーを決定する。じゃんけん大会本戦は2011年9月20日に日本武道館において開催された。
AKB48のみの参加であった前年から出場資格が拡大され、SKE48、NMB48メンバーも参加した。ただし、AKB48の正規メンバーを除いては事前に予備戦が開催され、そこから勝ち上がった13人（AKB48研究生から3人、SKE48とNMB48から各5人）のみが本戦に出場できる。
SKE48では同年7月13日にSKE48劇場 （SUNSHINE STUDIO） で開催されたトーナメント組合せ抽選会を経て、同年7月20日に愛知県・一宮市民会館で予備戦を実施した。
NMB48では同年7月13日にNMB48劇場で開催されたトーナメント組合せ抽選会を経て、同年7月16日にZepp Osakaで予備戦を実施した。
AKB48研究生では同年7月12日にAKB48劇場トーナメント組合せ抽選会を経て、同年7月18日に同じAKB48劇場で予備戦を実施した。
なお、各予備戦は代表者が確定した時点で終了とし、順位決定戦は行われない。
予備戦を勝ち上がったメンバーとAKB48正規メンバー計71名による組み合わせ抽選会は同年7月24日に開催されたAKB48コンサート『よっしゃぁ〜行くぞぉ〜!in西武ドーム』終了後に実施され、AKB48研究生→NMB48→SKE48→AKB48正規メンバーの順にクジを引いた。
AKB48正規メンバー以外は予備戦を勝ち抜いた者が参加。ただし、抽選前日に昇格が決定した阿部マリアと入山杏奈は正規メンバーとしての枠は与えられなかったが、入山は研究生予備戦を勝ち抜いての出場となった。
なお、エントリー後には大場美奈と島田玲奈が不祥事を受けて謹慎したため、森杏奈が大会本戦を待たずにグループを離脱したためそれぞれ出場辞退となり、各対戦相手は不戦勝となった。
本戦の司会は福澤朗、入場コールはレニー・ハート、審判は山里亮太（南海キャンディーズ）。応援ゲストはアントニオ猪木。
予備戦で敗退したSKE48とNMB48のメンバーも応援として参加しており、イベント中に行われたライブにも出演している。

## 入選枠
ベスト16に残った16人が選抜メンバーとなる。3位以下の順位決定戦は時間の都合により本戦イベント終了直後に舞台裏でスタッフ立会いの元、公式ルールにのっとり8位までの順位を決定した。この回において、9位以下については順位決定戦は行われなかった。このため、従来の選抜イベントで適用されていた上位12名による「メディア選抜」については言及されなかった。

## ルール
- すべて一回勝負。
- 掛け声は「じゃん・けん・ぽん」。「最初はグー」などは無し。
- 中央に用意された緑のテーブルの上に手を出し、微妙な場合はVTR判定をおこなう。
- あいこの場合、構えからもう一度やり直す。「あいこでしょ」のコールはなし。
- 服装は私服・舞台衣装問わず自由だが、腕の装飾品は外して行う。
- 相手の「手」が確定してから、「手」を出した場合「後出し」とする。
- 後出しによる勝利は無効で、疑われる場合はVTR判定および審判によって、後出しがないか判断。 - 適用例なし。
- マイクパフォーマンスでは相手の「手」を強要してはいけないが、自分が出す「手」の予告は認められる。

## エントリーとトーナメントの流れ
太字は勝利者。
所属のうち「研」はAKB48チーム研究生、「難研」はNMB48研究生を指す。
出場辞退者は取り消し線で表記。
| 1回戦     | 1回戦        | 1回戦        | 1回戦        | 1回戦        | 1回戦        | 1回戦        |
| ブロ ック | 左プレーヤー | 左プレーヤー | 左プレーヤー | 右プレーヤー | 右プレーヤー | 右プレーヤー |
| ブロ ック | No.          | 氏名         | 所属         | No.          | 氏名         | 所属         |
| --------- | ------------ | ------------ | ------------ | ------------ | ------------ | ------------ |
| A         | 1            | 肥川彩愛     | 難研         | 2            | 中村麻里子   | 4            |
| B         | 10           | 平嶋夏海     | B            | 11           | 森杏奈       | 4            |
| C         | 19           | 柏木由紀     | B            | 20           | 菊地あやか   | K            |
| D         | 28           | 中塚智実     | K            | 29           | 市川美織     | 4            |
| E         | 37           | 石田晴香     | B            | 38           | 仁藤萌乃     | K            |
| F         | 46           | 松原夏海     | A            | 47           | 若林倫香     | KII          |
| G         | 55           | 島田晴香     | 4            | 56           | 倉持明日香   | A            |

| ブロ ック | 2回戦 | 2回戦                 | 2回戦    | 3回戦                 | 4回戦                 | 準々決勝              | 準決勝                | 決勝                  |
| ブロ ック | No.   | 氏名                  | 所属     | 3回戦                 | 4回戦                 | 準々決勝              | 準決勝                | 決勝                  |
| --------- | ----- | --------------------- | -------- | --------------------- | --------------------- | --------------------- | --------------------- | --------------------- |
| A         | 1 3   | 肥川彩愛 仲川遥香     | 難研 A   | 肥川彩愛 中田ちさと   | 肥川彩愛 秋元才加     | 秋元才加 小林茉里奈   | 小林茉里奈 藤江れいな | 藤江れいな 篠田麻里子 |
| A         | 4 5   | 中田ちさと 與儀ケイラ | A 難研   | 肥川彩愛 中田ちさと   | 肥川彩愛 秋元才加     | 秋元才加 小林茉里奈   | 小林茉里奈 藤江れいな | 藤江れいな 篠田麻里子 |
| A         | 6 7   | 鈴木紫帆里 多田愛佳   | B A      | 多田愛佳 秋元才加     | 肥川彩愛 秋元才加     | 秋元才加 小林茉里奈   | 小林茉里奈 藤江れいな | 藤江れいな 篠田麻里子 |
| A         | 8 9   | 秋元才加 前田敦子     | K A      | 多田愛佳 秋元才加     | 肥川彩愛 秋元才加     | 秋元才加 小林茉里奈   | 小林茉里奈 藤江れいな | 藤江れいな 篠田麻里子 |
| B         | 10 12 | 平嶋夏海 小森美果     | B        | 小森美果 小林茉里奈   | 小林茉里奈 梅田彩佳   | 秋元才加 小林茉里奈   | 小林茉里奈 藤江れいな | 藤江れいな 篠田麻里子 |
| B         | 13 14 | 島田玲奈 小林茉里奈   | 難研 研  | 小森美果 小林茉里奈   | 小林茉里奈 梅田彩佳   | 秋元才加 小林茉里奈   | 小林茉里奈 藤江れいな | 藤江れいな 篠田麻里子 |
| B         | 15 16 | 佐藤実絵子 藤田留奈   | KII 難研 | 藤田留奈 梅田彩佳     | 小林茉里奈 梅田彩佳   | 秋元才加 小林茉里奈   | 小林茉里奈 藤江れいな | 藤江れいな 篠田麻里子 |
| B         | 17 18 | 米沢瑠美 梅田彩佳     | K        | 藤田留奈 梅田彩佳     | 小林茉里奈 梅田彩佳   | 秋元才加 小林茉里奈   | 小林茉里奈 藤江れいな | 藤江れいな 篠田麻里子 |
| C         | 20 21 | 菊地あやか 伊豆田莉奈 | K 研     | 菊地あやか 藤江れいな | 藤江れいな 河西智美   | 藤江れいな 佐藤すみれ | 小林茉里奈 藤江れいな | 藤江れいな 篠田麻里子 |
| C         | 22 23 | 島崎遥香 藤江れいな   | 4 K      | 菊地あやか 藤江れいな | 藤江れいな 河西智美   | 藤江れいな 佐藤すみれ | 小林茉里奈 藤江れいな | 藤江れいな 篠田麻里子 |
| C         | 24 25 | 大場美奈 河西智美     | 4 B      | 河西智美 野中美郷     | 藤江れいな 河西智美   | 藤江れいな 佐藤すみれ | 小林茉里奈 藤江れいな | 藤江れいな 篠田麻里子 |
| C         | 26 27 | 野中美郷 佐藤夏希     | K B      | 河西智美 野中美郷     | 藤江れいな 河西智美   | 藤江れいな 佐藤すみれ | 小林茉里奈 藤江れいな | 藤江れいな 篠田麻里子 |
| D         | 29 30 | 市川美織 岩佐美咲     | 4 A      | 市川美織 佐藤すみれ   | 佐藤すみれ 桑原みずき | 藤江れいな 佐藤すみれ | 小林茉里奈 藤江れいな | 藤江れいな 篠田麻里子 |
| D         | 31 32 | 佐藤すみれ 永尾まりや | B 4      | 市川美織 佐藤すみれ   | 佐藤すみれ 桑原みずき | 藤江れいな 佐藤すみれ | 小林茉里奈 藤江れいな | 藤江れいな 篠田麻里子 |
| D         | 33 34 | 仲谷明香 渡辺麻友     | A B      | 渡辺麻友 桑原みずき   | 佐藤すみれ 桑原みずき | 藤江れいな 佐藤すみれ | 小林茉里奈 藤江れいな | 藤江れいな 篠田麻里子 |
| D         | 35 36 | 横山由依 桑原みずき   | K S      | 渡辺麻友 桑原みずき   | 佐藤すみれ 桑原みずき | 藤江れいな 佐藤すみれ | 小林茉里奈 藤江れいな | 藤江れいな 篠田麻里子 |
| E         | 37 39 | 石田晴香 田名部生来   | B K      | 田名部生来 大家志津香 | 大家志津香 小嶋陽菜   | 大家志津香 篠田麻里子 | 篠田麻里子 峯岸みなみ | 藤江れいな 篠田麻里子 |
| E         | 40 41 | 小林香菜 大家志津香   | B A      | 田名部生来 大家志津香 | 大家志津香 小嶋陽菜   | 大家志津香 篠田麻里子 | 篠田麻里子 峯岸みなみ | 藤江れいな 篠田麻里子 |
| E         | 42 43 | 高城亜樹 仲俣汐里     | A 4      | 高城亜樹 小嶋陽菜     | 大家志津香 小嶋陽菜   | 大家志津香 篠田麻里子 | 篠田麻里子 峯岸みなみ | 藤江れいな 篠田麻里子 |
| E         | 44 45 | 小嶋陽菜 高橋みなみ   | A        | 高城亜樹 小嶋陽菜     | 大家志津香 小嶋陽菜   | 大家志津香 篠田麻里子 | 篠田麻里子 峯岸みなみ | 藤江れいな 篠田麻里子 |
| F         | 47 48 | 若林倫香 増田有華     | KII B    | 増田有華 山口夕輝     | 山口夕輝 篠田麻里子   | 大家志津香 篠田麻里子 | 篠田麻里子 峯岸みなみ | 藤江れいな 篠田麻里子 |
| F         | 49 50 | 竹内美宥 山口夕輝     | 4 N      | 増田有華 山口夕輝     | 山口夕輝 篠田麻里子   | 大家志津香 篠田麻里子 | 篠田麻里子 峯岸みなみ | 藤江れいな 篠田麻里子 |
| F         | 51 52 | 近野莉菜 篠田麻里子   | B A      | 篠田麻里子 鈴木まりや | 山口夕輝 篠田麻里子   | 大家志津香 篠田麻里子 | 篠田麻里子 峯岸みなみ | 藤江れいな 篠田麻里子 |
| F         | 53 54 | 鈴木まりや 松井咲子   | B K      | 篠田麻里子 鈴木まりや | 山口夕輝 篠田麻里子   | 大家志津香 篠田麻里子 | 篠田麻里子 峯岸みなみ | 藤江れいな 篠田麻里子 |
| G         | 55 57 | 島田晴香 峯岸みなみ   | 4 K      | 峯岸みなみ 松井珠理奈 | 峯岸みなみ 山内鈴蘭   | 峯岸みなみ 前田亜美   | 篠田麻里子 峯岸みなみ | 藤江れいな 篠田麻里子 |
| G         | 58 59 | 松井珠理奈 宮澤佐江   | S K      | 峯岸みなみ 松井珠理奈 | 峯岸みなみ 山内鈴蘭   | 峯岸みなみ 前田亜美   | 篠田麻里子 峯岸みなみ | 藤江れいな 篠田麻里子 |
| G         | 60 61 | 宮崎美穂 山内鈴蘭     | B 4      | 山内鈴蘭 佐藤亜美菜   | 峯岸みなみ 山内鈴蘭   | 峯岸みなみ 前田亜美   | 篠田麻里子 峯岸みなみ | 藤江れいな 篠田麻里子 |
| G         | 62 63 | 佐藤亜美菜 竹内舞     | B E      | 山内鈴蘭 佐藤亜美菜   | 峯岸みなみ 山内鈴蘭   | 峯岸みなみ 前田亜美   | 篠田麻里子 峯岸みなみ | 藤江れいな 篠田麻里子 |
| H         | 64 65 | 片山陽加 入山杏奈     | A 4      | 入山杏奈 北原里英     | 北原里英 前田亜美     | 峯岸みなみ 前田亜美   | 篠田麻里子 峯岸みなみ | 藤江れいな 篠田麻里子 |
| H         | 66 67 | 北原里英 板野友美     | B K      | 入山杏奈 北原里英     | 北原里英 前田亜美     | 峯岸みなみ 前田亜美   | 篠田麻里子 峯岸みなみ | 藤江れいな 篠田麻里子 |
| H         | 68 69 | 大島優子 前田亜美     | K A      | 前田亜美 指原莉乃     | 北原里英 前田亜美     | 峯岸みなみ 前田亜美   | 篠田麻里子 峯岸みなみ | 藤江れいな 篠田麻里子 |
| H         | 70 71 | 指原莉乃 内田眞由美   | A K      | 前田亜美 指原莉乃     | 北原里英 前田亜美     | 峯岸みなみ 前田亜美   | 篠田麻里子 峯岸みなみ | 藤江れいな 篠田麻里子 |

## 結果
選抜回数はメジャーデビュー1stシングル「会いたかった」から、開催時点では発売されていなかった23rdシングル「風は吹いている」までのAKB48作品でのシングル回数。カップリング曲は回数に含めない。（+）はインディーズの回数。
| 順位 | No. | 氏名       | 所属 | 選抜回数   | 備考                                   |
| ---- | --- | ---------- | ---- | ---------- | -------------------------------------- |
| 1位  | 52  | 篠田麻里子 | A    | 21回       |                                        |
| 2位  | 23  | 藤江れいな | K    | 2回        |                                        |
| 3位  | 57  | 峯岸みなみ | K    | 21回（+1） |                                        |
| 4位  | 14  | 小林茉里奈 | 研   | 初         | AKB48 10期生初の選抜                   |
| 5位  | 8   | 秋元才加   | K    | 13回       |                                        |
| 6位  | 41  | 大家志津香 | A    | 初         |                                        |
| 7位  | 69  | 前田亜美   | A    | 1回        | 2大会連続選抜入り                      |
| 8位  | 31  | 佐藤すみれ | B    | 2回        | 2大会連続選抜入り                      |
| 9位  | 18  | 梅田彩佳   | K    | 2回        |                                        |
| 9位  | 25  | 河西智美   | B    | 22回       | 2大会連続選抜入り                      |
| 9位  | 66  | 北原里英   | B    | 13回       |                                        |
| 9位  | 36  | 桑原みずき | S    | 初         |                                        |
| 9位  | 44  | 小嶋陽菜   | A    | 23回（+2） | 2大会連続選抜入り 全作選抜入り記録継続 |
| 9位  | 1   | 肥川彩愛   | 難研 | 初         | NMB48研究生初の選抜                    |
| 9位  | 61  | 山内鈴蘭   | 4    | 初         | チーム4初の選抜                        |
| 9位  | 50  | 山口夕輝   | N    | 初         |                                        |

## 書籍
- FLASH編集部編『AKB48じゃんけん大会公式ガイドブック 2011』(光文社ブックス 96)、光文社、2011年10月。 ISBN 978-4-3348-7096-6

## DVD
- AKB48 DVD MAGAZINE Vol.8 『AKB48 24thシングル選抜「じゃんけん大会 2011.9.20」』（2011年12月24日、AKS AKB-D2103）